# Oulana Souproun
Oulana Souproun (ukrainien : Уляна-Надія Супрун, Ulana Nadia Suprun), née en 1963 à Détroit (Michigan), est une médecin, activiste et personnalité politique ukrainienne.

## Biographie
Elle devint docteur en médecine en 1989 de l'Université d'État du Michigan ; travaillant en 1994 et 1995 au Mont Sinaï elle fit un post-doctorat en mammographie et radiologie à l'Hôpital Henry-Ford de Detroit.
En 2013 elle part pour l'Ukraine avec son mari, médecin et radiologue, elle soigne des blessés de Euromaïdan et a travaillé pour le Congrès mondial ukrainien. Elle fut directrice du pôle de réadaptation de l'Université catholique ukrainienne.
Elle fut ministre de la santé du Gouvernement Hroïsman.